# Uisneach
Uisneach è una collina che si trova nella contea di Westmeath, nei pressi del villaggio di Ballymore, in Irlanda, di cui è considerata l'ombelico. Vi si trovano i resti di una grande pietra (Ail na Míreann, cioè “stone delle divisioni”) che indicava i confini tra le province di Connacht, Leinster, Ulster e Munster. Secondo la tradizione Uisneach era uno dei siti favoriti per i fuochi di Beltane e le diverse cerimonie druidiche. Per importanza è infatti considerato secondo solo a Emain Macha. Nel Lebor Gabála Érenn un druido nemediano accese qui il primo fuoco. Sempre secondo ques'opera, Ériu, divinità tutelare che viene a volte considerata come la personificazione dell'Irlanda, incontra gli invasori Milesi sulla collina di Uisneach, dove dopo una conversazione il poeta milesio Amairgin promette di dare al paese il nome della dea. Nella Historia Regum Britanniae di Goffredo di Monmouth si afferma che Stonehenge fu trasportata in Britannia da Uisneach. E Santa Brigida, che ha forti connessioni col fuoco, secondo la tradizione cristiana prese il velo proprio in questo luogo. Questo luogo potrebbe essere identificato con la Raiba o Riba, capitale del Leinster del nord, di cui parla nella prima metà del II secolo l'astronomo e cartografo greco-egiziano Claudio Tolomeo nella sua Geografia. Archeologicamente il sito consiste in una serie di monumenti che si estendono su oltre due chilometri. L'area appare essere stata occupata dal Neolitico al Medioevo.